# Землетрясение в Японии (2011)
Землетрясение у восточного побережья острова Хонсю в Японии (яп. 東北地方太平洋沖地震 То:хоку тихо: Тайхэйё:-оки дзисин, «Землетрясение в Тихом океане, оказавшее влияние на регион Тохоку»), также Великое восточно-японское землетрясение (яп. 東日本大震災 Хигаси Нихон дайсинсай) — землетрясение магнитудой, по текущим оценкам, от 9,0 до 9,1, произошедшее в пятницу, 11 марта 2011 года в 14:46 по местному времени. Эпицентр землетрясения был определён в точке с координатами 38,322° с. ш. 142,369° в. д. восточнее острова Хонсю, в 130 км к востоку от города Сендай и в 373 км к северо-востоку от Токио. Гипоцентр наиболее разрушительного подземного толчка (произошедшего в 05:46:23 UTC) находился на глубине 32 км ниже уровня моря в Тихом океане.
Это сильнейшее землетрясение в известной истории Японии и седьмое (по другим оценкам — шестое, пятое или четвёртое) по силе за всю историю сейсмических наблюдений в мире. Однако по количеству жертв и масштабу разрушений оно уступает землетрясениям в Японии 1896 и 1923 (тяжелейшему по последствиям) годов.
Землетрясение произошло вечером в четверг, 10 марта, на расстоянии около 70 км от ближайшей точки побережья Японии. Первоначальный подсчёт показал, что волнам цунами потребовалось от 10 до 30 минут, чтобы достичь первых пострадавших областей Японии. Через 69 минут (в 15:55 JST) после землетрясения цунами затопило аэропорт Сендай. В 14:43—14:46 11 марта в пятницу произошли куда большие толчки.
Сразу после землетрясения учёные сделали прогноз, что в течение месяца после первого удара в Японии могут происходить землетрясения магнитудой выше 7.

## Причины землетрясения

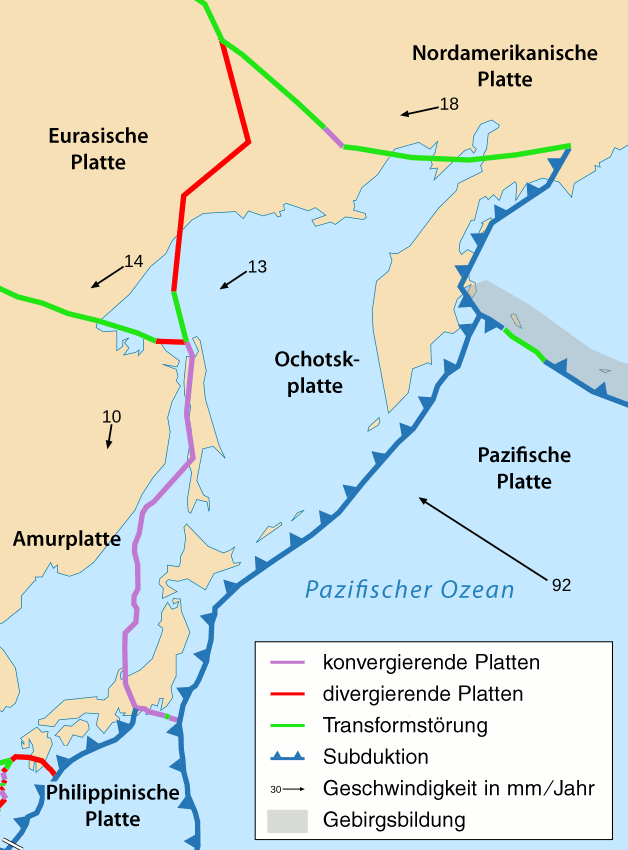
Тектоника вокруг Охотской плиты

Землетрясение произошло в Японском жёлобе — глубоководной океанической впадине, где сталкиваются Тихоокеанская и Охотская литосферные плиты. Более тяжёлая в этом месте океаническая Тихоокеанская плита погружается под материковую Охотскую плиту, над которой располагается часть Евразийского континента и некоторые Японские острова. Предполагается, что Охотская плита по своему движению может считаться частью одной из 7 наиболее крупных литосферных плит — Северо-Американской плиты.
Для землетрясения такой силы обычно требуется длинная (480 км) и относительно прямая линия разлома. Поскольку контуры плиты и зона субдукции в этой области не такие прямые, то землетрясения в этом регионе, как правило, ожидаются с магнитудой до 8-8,5, и сила этого землетрясения была неожиданностью для некоторых сейсмологов.

## Землетрясение

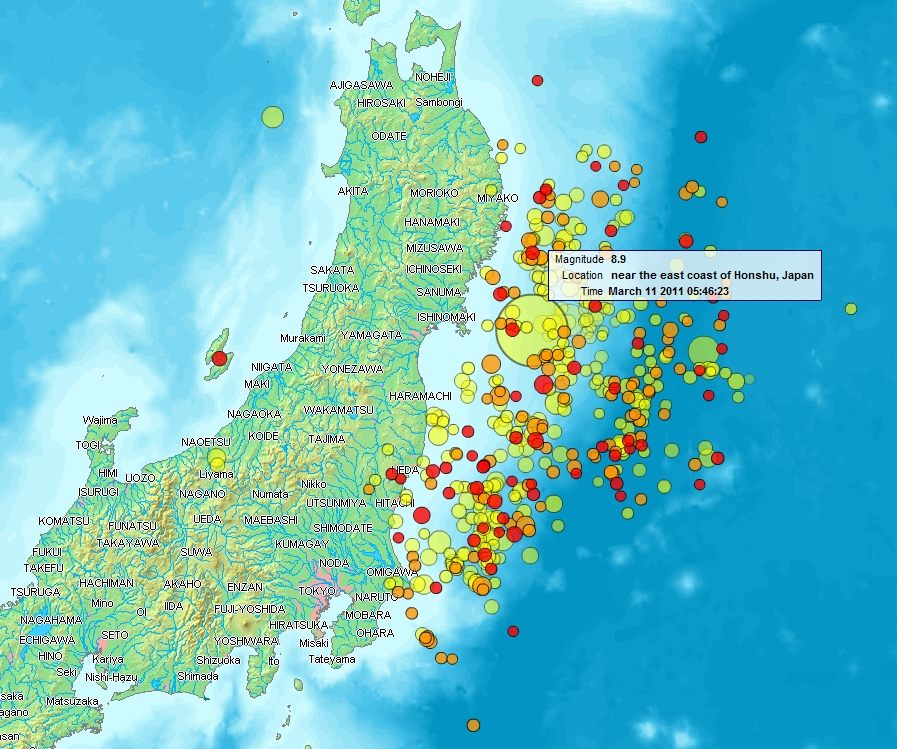
Карта землетрясения

Наиболее сильный толчок был зарегистрирован 11 марта в 05:46:23 UTC, ему предшествовала серия крупных землетрясений-форшоков, начавшаяся 9 марта с толчка магнитудой 7,2 примерно в 40 км от основного толчка и продолжившаяся тремя другими толчками в тот же день с магнитудой 6. За минуту до начала землетрясения в Токио система раннего предупреждения, объединяющая около 1000 сейсмографов в Японии, передала по телевидению сообщение о приближающемся землетрясении. Это стало возможным благодаря тому, что сейсмические S-волны распространяются со скоростью 4 км/с и им потребовалось 90 секунд для преодоления расстояния в 373 км до Токио. Считается, что это сохранило большое количество жизней.
Землетрясение произошло в западной части Тихого океана в 130 км к востоку от города Сендай на острове Хонсю. По данным Геологической службы США, эпицентр находился в 373 км от Токио. После основного толчка магнитудой 9,0 в 14:46 местного времени, последовала серия афтершоков: магнитудами 7,0 в 15:06, 7,4 в 15:15 и 7,2 в 15:26 местного времени. Всего после основного толчка зарегистрировано более четырёхсот афтершоков магнитудами 4,5 и более.
Очаг землетрясения распространяется от взморья префектуры Иватэ до взморья префектуры Ибараки.
Японское метеорологическое агентство сообщает, что это землетрясение, возможно, произошло в результате подвижки в зоне разлома от Иватэ до Ибараки с длиной 400 км и шириной 200 км. Анализ показал, что землетрясение представляет собой серию из трёх толчков. Было отмечено, что это землетрясение, возможно, имеет такое же происхождение, что и крупное землетрясение 1896 года, тоже вызвавшее большое цунами.
По шкале Японского метеорологического агентства землетрясение получило максимальную оценку — 7 баллов в городе Курихара (префектура Мияги). В трёх других префектурах, Фукусима, Ибараки и Тотиги, зарегистрированы толчки более 6 баллов по шкале ЯМА. Сейсмические станции в префектурах Иватэ, Гумма, Сайтама и Тиба зарегистрировали менее 6 баллов, в Токио — более 5.
Американский институт ядерной энергии опубликовал данные, показывающие, что в пике землетрясения вблизи эпицентра земля тряслась с ускорением 0,35g (3,43 м/с²). Исследование Токийского университета показывает, что в некоторых районах ускорение было выше 0,5g (4,9 м/с²). Само по себе это землетрясение не было особенно разрушительным (землетрясение в Новой Зеландии в феврале 2011 года вызвало ускорения до 2,2g, более чем в четыре раза выше), основной ущерб был причинён в результате цунами.

### Энергия
В результате землетрясения выделение поверхностной энергии, рассеявшейся в виде толчков и цунами, (Me) составило 1,9±0,5×1017 джоулей, что почти в два раза больше, чем при землетрясении в Индийском океане в 2004 году, в результате которого погибли 230 000 человек. Тем не менее общая выделенная энергия (Mw)  зафиксирована в 3,9×1022 джоулей, что немного меньше, чем в 2004 году. Общая энергия, выделившаяся под землёй, в 205 000 раз превосходит энергию на поверхности. В момент землетрясения был зафиксирован самый сильный звук за всю историю наблюдений.

### Геологические последствия
Геофизик Росс Штейн сообщил, что землетрясение передвинуло часть северной Японии на 2,4 м в сторону Северной Америки, то есть в направлении к эпицентру землетрясения. Часть северной Японии сделалась «шире, чем она была раньше». Наиболее близкий к эпицентру регион испытал наибольший сдвиг. Штейн также отметил, что 400-километровый участок побережья опустился на 0,6 м, что позволяет цунами распространяться дальше и быстрее вглубь побережья. Тихоокеанская плита сдвинулась на восток на расстояние до 20 м, хотя фактическое смещение уменьшается с отдалённостью от эпицентра. По другим оценкам, сдвиг составил 40 м и занимает площадь от 300 до 400 км в длину и 100 км в ширину. Если эта информация подтвердится, это будет один из крупнейших сдвигов за всю историю наблюдений.
В результате землетрясения произошло перераспределение масс на поверхности Земли, которое, как утверждают некоторые эксперты, изменило момент инерции планеты. Такие изменения могли бы привести к смещению оси вращения Земли и небольшим изменениям в скорости её вращения, хотя, согласно закону сохранения момента импульса, ось не должна смещаться. Величины изменений оценивались в 10—25 см для смещения оси вращения. Предполагалось также, что скорость вращения планеты увеличится, сократив продолжительность суток на 1-2 микросекунды. Однако результаты измерений параметров вращения Земли таких изменений не выявили.

## Цунами
Землетрясение вызвало сильное цунами, которое произвело массовые разрушения на северных островах японского архипелага. Цунами распространилось по всему Тихому океану; во многих прибрежных странах, в том числе по всему тихоокеанскому побережью Северной и Южной Америки от Аляски до Чили, было объявлено предупреждение и проводилась эвакуация. Однако когда цунами дошло до многих из этих мест, оно вызвало лишь относительно незначительные последствия. На побережье Чили, которое находится дальше всех от тихоокеанского побережья Японии (около 17 000 км), зафиксированы волны до 2 метров в высоту.

### Япония
Предупреждение о цунами, выданное Японским метеорологическим агентством, было самым серьёзным по его шкале опасности; оно оценивалось как «крупное» (Major tsunami), высотой не менее 3 м. Землетрясение произошло в 14:46 JST на расстоянии около 70 км от ближайшей точки на побережье Японии, и первоначальный подсчёт показал, что цунами потребовалось от 10 до 30 минут, чтобы достичь первых пострадавших областей, а затем дальше на север и юг в зависимости от географии побережья. в 15:55 JST, через час с небольшим после землетрясения, цунами затопило аэропорт Сендай, который находится недалеко от побережья префектуры Мияги. Его волны смывали автомобили и самолёты, затапливали и разрушали здания.
13 марта 2011 года Японское метеорологическое агентство опубликовало подробную информацию о зафиксированных ударах цунами по побережью Японии. Наиболее сильные цунами с высотой более 3 метров, наблюдавшиеся после землетрясения в 14:46 JST:
- 15:12 JST — Камаиси — 6,8 м
- 15:15 JST — Офунато — 3,2 м или выше
- 15:20 JST — Исиномаки — 3,3 м или выше
- 15:21 JST — Мияко — 4,0 м или выше
- 15:21 JST — Камаиси — 4,1 м или выше
- 15:44 JST — Эримо — 3,5 м
- 15:50 JST — Сома — 7,3 м
- 16:52 JST — Оараи — 4,2 м

Эти показания были получены от регистрирующих станций ЯМА по всему побережью Японии. Многие районы также были затронуты цунами высотой от 1 до 3 метров; в бюллетень ЯМА включена оговорка, что «на некоторых участках побережья цунами может быть выше, чем наблюдаемые на смотровых площадках». Наиболее ранние зафиксированные максимальные удары цунами произошли в промежутке от 15:12 до 15:21, или от 26 до 35 минут после землетрясения. В бюллетень также включены подробности наблюдений за начальным цунами, а также подробные карты побережья, пострадавшего от цунами.

### За пределами Японии
- Волны цунами высотой около 1-2 метров достигли южных Курильских островов[60][61].
- Согласно МЧС России, волна высотой в 3 метра достигла села Малокурильское. Властями было эвакуировано 11 тысяч жителей с прибрежных территорий[62].
- На Гавайях первым островом, по которому ударило цунами, был Кауаи. Волны высотой около метра устремились на берег Гонолулу, заливая пляж в Вайкики и вздыбив кирпичную стену на всемирно известном курорте, но вскоре остановились ввиду преграды в виде высоких гостиниц[62]. Также волны цунами нанесли серьёзный ущерб трём причалам малых катеров, уничтожив около двухсот катеров и нанеся урон, по оценкам, в 500 тысяч долларов США для каждого причала[63].
- В Гуаме сила цунами сорвала со швартовых две субмарины ВМС США, но буксирные суда сумели затащить их обратно[62].
- Первые волны от цунами достигли американского материка вдоль побережья Северной Калифорнии и штата Орегон. В частности, на северокалифорнийский город Кресент-Сити обрушились волны высотой в 2 метра, от которых пострадали около 35 лодок и портовые доки[64]. В результате цунами погиб один человек[65].
- В Индонезии цунами отмечалось на восточном побережье (в провинциях Северный Сулавеси и Малуку) и было высотой не более 10 см[66].
- В Мексике отмечались волны высотой до 70 см. Обошлось без разрушений и жертв[63].
- В Эквадоре на Галапагосских островах волна цунами затопила Сан-Кристобаль[63].
- В перуанском городе Пуэбло-Нуэво-де-Колан океан отступил от пляжа на 200 метров, а затем вернулся и с силой разрушил несколько домов на берегу. В порту Писко океан дошёл до городской площади и повредил около 300 домов[63].
- На чилийском побережье были повреждены коттеджи, цунами унесло в океан небольшие катера. Тем не менее, урон от цунами был ограниченным. Цунами породило накат волн на дальнем чилийском острове Пасхи[63].
- Было объявлено предупреждение о цунами для Курильских островов, Тайваня, Филиппин, Папуа — Новой Гвинеи, Индонезии, Гавайских островов, Австралии, Новой Зеландии, Канады и побережья США, в частности штатов Калифорния, Вашингтон, Орегон и Аляска, а также Гуама, Северных Марианских островов, Центральной и Южной Америки[67].

## Последствия в Японии

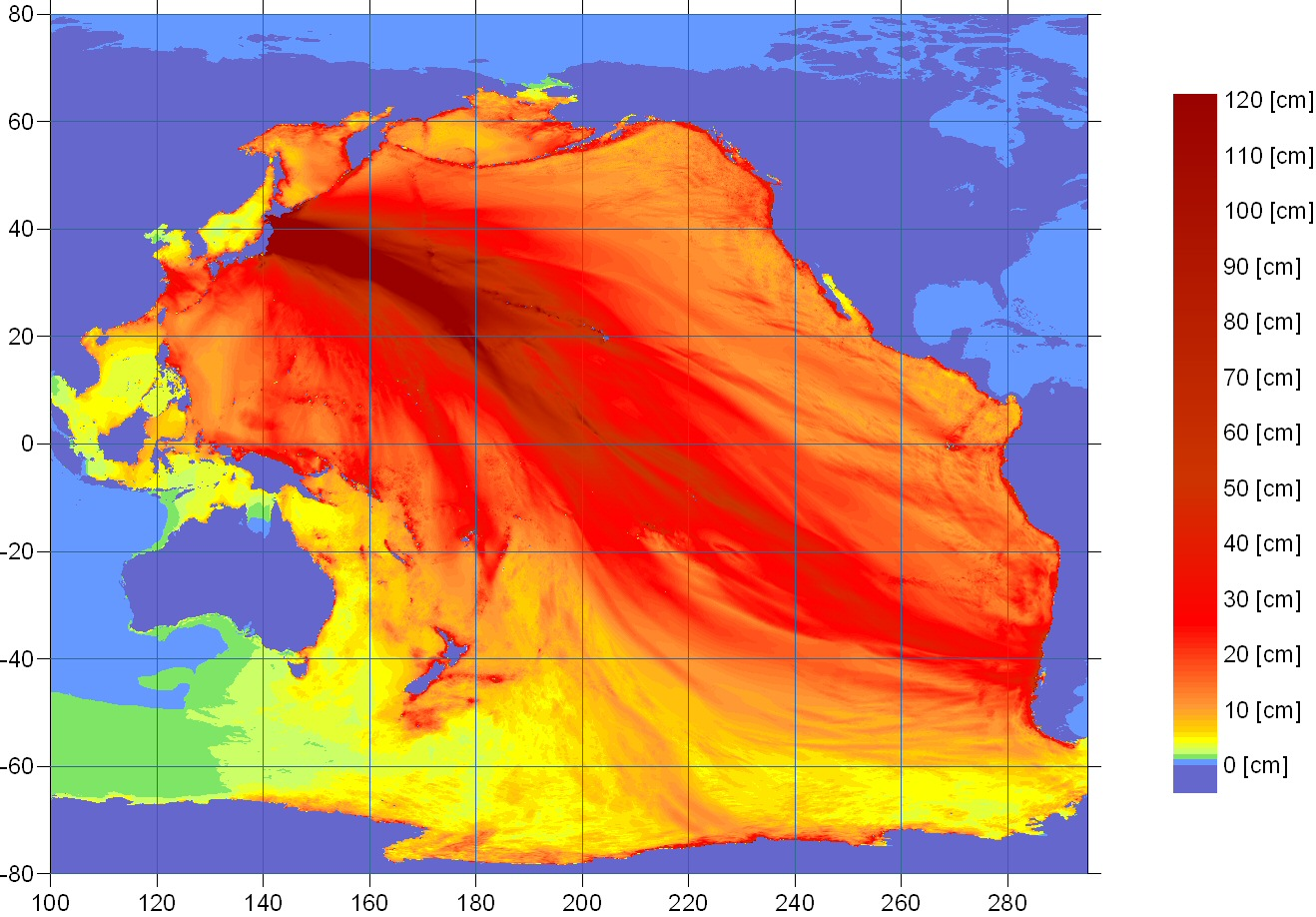
Прогноз распределения энергии Сендайского цунами 2011 года, NOAA

В результате землетрясения сильно пострадали префектуры Мияги, Иватэ и Фукусима.

### Жертвы, пострадавшие
Окончательное число погибших в результате землетрясения в Японии составляет 19 747 человек, 2556 человек остались числиться пропавшими без вести в 6 префектурах, 6242 человека были ранены в 20 префектурах. Тысячи спасшихся находились в местах, отрезанных от связи с миром. Спасены были более 25 000 человек; 70-летняя женщина была извлечена живой из дома в Оцути через 92 часа после землетрясения. Примерно 530 000 находились в более чем 2600 временных укрытиях.
По сообщению местных властей, в городе Минамисанрику пропавшими без вести числятся 9500 человек. Только в Сендае по меньшей мере 200—300 человек утонули в результате цунами. Всё это несмотря на то, что на территории страны работает развитая сеть оповещения о чрезвычайных ситуациях, для передачи информации в которой используются всевозможные виды носителей: от звуковых сирен на территории городов, деревень, железнодорожных станций — до автоматизированного оповещения по каналам мобильной, теле- и радиосвязи.
Корабль с 81 докером был смыт в море с судостроительной стоянки в префектуре Мияги, когда цунами ударило по северо-восточному побережью Японии, однако все они были спасены с дрейфующего судна, поиском которого занимались ВМС Японии и береговая охрана, и перевезены по воздуху в безопасное место. Пропал пассажирский поезд, а другой сошёл с рельсов в префектуре Мияги.

### Потери имущества граждан Японии
- В префектуре Фукусима была разрушена дамба и 1800 домов в городе Минамисома[71].

### Затопление
Наиболее пострадавшие города:
- Рикудзентаката — был смыт практически весь город в префектуре Иватэ[72], около 5 тысяч домов ушли под воду[73]
- Минамисанрику — пропали без вести 9,5 тысяч жителей[70].
- Сендай — вода затопила территорию на расстоянии 10 км от морского побережья. Пропавшими без вести числятся около 650 человек[74].
- Ямада — около 7200 домов ушли под воду[73].

### Пожары
- Отмечены пожары в шести различных префектурах[68].
- В городе Итихара префектуры Тиба загорелись хранилища с природным газом на нефтеперерабатывающем заводе[75].
- В городе Сендай на нефтехимическом комплексе произошёл большой взрыв[62].

### Аварии на японских АЭС

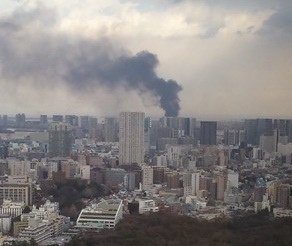
Пожар в Токио

В результате землетрясения 11 энергоблоков из 53 существующих в Японии были автоматически остановлены.
- АЭС Фукусима-1: Три из шести энергоблоков были сразу остановлены, другие три не работали. Три работавших реактора оказались в аварийном состоянии из-за отказа системы охлаждения, пострадавшей от стихийного бедствия. Реакторы были в разной степени повреждены, они стали источником сильных радиоактивных выбросов. Один не работавший энергоблок был повреждён пожаром. На самой АЭС произошло сильное радиоактивное загрязнение. Возникли проблемы с хранилищами отработанного топлива. Население окрестностей было эвакуировано. Несколько работников станции получили ранения разной степени тяжести и повышенные дозы облучения. Двое пропали без вести[77][78][79][80][81][82].
- АЭС Фукусима-2: все 4 энергоблока были остановлены, контроль над реакторами удалось сохранить, несмотря на серьёзные проблемы с системами охлаждения. По состоянию на 16 марта 2011 года станция остановлена полностью и без повреждений реакторов, население окрестностей эвакуировано. Радиоактивный фон повышен. Один работник станции погиб[77][78][79].
- АЭС Онагава: все три энергоблока были остановлены[78]. 13 марта, через 2 дня после основного землетрясения, произошёл пожар на первом энергоблоке, разрушена одна из турбин[62]. Радиоактивный фон вокруг станции был повышенным, но, по большей части, по вине станции Фукусима I[79].
- АЭС Токай: единственный энергоблок был остановлен[78], ситуация под контролем. У одного из двух насосов системы охлаждения были неполадки[83], которые вызывали тревогу за успех аварийных работ[79].

### Транспорт и инфраструктура
- Погнутый шпиль антенны Токийской телебашниКоммуникации
  - Нарушена мобильная связь[84].

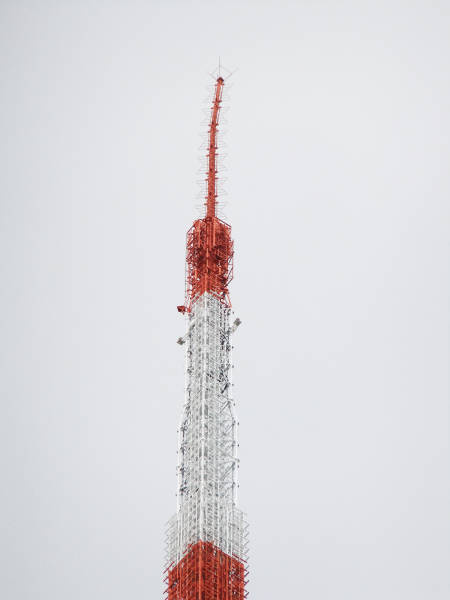
Погнутый шпиль антенны Токийской телебашни

  - Погнулся шпиль токийской телебашни (первоначально сообщалось об обрушении)[85][86][87].
  - Японские телеканалы NHK и TV Tokyo прекратили вещание обычных программ с целью освещения сложившейся ситуации[88].
- Автотрассы
  - На побережье в префектуре Мияги обрушились волны цунами высотой в 10 метров, а на портовый город Камаиси в префектуре Иватэ — высотой 4 метра, которые смывали автомобили и врезались в здания.
  - Разрушено много секций автострады региона Тохоку, обслуживающей север Японии[62].
  - Прорыв дамбы в префектуре Фукусима[89].
- Авиация
  - Прекратили работу аэропорты Нарита и Ханеда, авиаполёты остановлены, пассажиры эвакуированы[62]. Аэропорт в Ибараки закрылся до 14 марта[90][уточнить].
  - Тайваньская авиакомпания EVA Air отменила авиарейсы в/из Саппоро и Токио на весь март, в/из Сендай(я) до конца июня[91].
  - Lufthansa прекратила регулярные полёты в/из международного токийского аэропорта Нарита, переправив их в аэропорты городов Осака и Нагоя[92].
  - Сендайский аэропорт, расположенный на равнине у побережья, практически смыло волной цунами[93][уточнить].
- Коммунальные услуги
  - Более 1 000 000 домов оказались отключёнными от водоснабжения[94].
- Электроснабжение
  - Tokyo Electric c 14 марта начала плановые отключения электричества по меньшей мере до конца апреля в зонах обслуживания в целях предотвращения массового нарушения электроснабжения[95].
- Железнодорожный транспорт
  - Уже во время землетрясения автоматические системы остановили движение поездов на высокоскоростной магистрали Токайдо-синкансэн. Движение на ней было восстановлено лишь в 6:26 по местному времени[96]. Также в Токио было остановлено движение поездов[когда?].
  - Было остановлено движение обычных поездов по всей сети East Japan Railway Company, а в регионе Канто остановлена работа метрополитена (до 8:40)[когда?] и частных железных дорог.
  - На весь день 11 марта была остановлена работа Токийского метрополитена[96].
  - Поезд, следовавший из Сендая в Исиномаки, за несколько минут до цунами должен был прибыть на станцию Нобиру[англ.], но там его так и не дождались — поезд исчез[97].
- Закрылись все морские порты Японии[98].

### Экономический ущерб
Ущерб от землетрясения оценивается в 16—25 триллионов иен (198—309 миллиармлрд дов долларов), о чём сообщило японское агентство Kyodo News со ссылкой на подсчёты местного правительства. Оценка чиновников учитывала затраты на восстановление социальной инфраструктуры, жилой недвижимости и заводов. Таким образом, в общие убытки не включены падение промышленного роста, ВВП и объёмов торговли, вызванные стихийным бедствием.
Всемирный банк 21 марта оценивал убытки от 122 до 235 млрд долларов; чуть ранее американская корпорация 3M подсчитала, что затраты на восстановление страны составят от 50 до 150 млрд. В свою очередь, в компании AIR Worldwide отметили, что в результате землетрясения пострадало застрахованное имущество на 14,5—34,6 миллиарда долларов. Эта оценка не включает в себя убытки от цунами.
Землетрясение в СМИ обычно сравнивалось с землетрясением в Кобе 17 января 1995 года. Тогда убытки Японии составили 9,6 триллиона иен (119 млрд долларов).

#### Государственный бюджет и госдолг
По мнению Нуриэля Рубини, землетрясение случилось «в худшее время для страны». Аналитики предрекали японской экономике рост госдолга, падение потребительского спроса и замедление темпов роста ВВП. В то же время влиятельное рейтинговое агентство Moody’s заявило, что не ожидает долгосрочных негативных последствий для японской экономики.

#### Промышленность
- На нефтеперерабатывающем заводе компании Cosmo Oil в Итихаре произошёл пожар[75][101]. На нефтехимическом заводе в Сендае произошёл взрыв и пожар[102].
- Компания Nissan объявила об остановке 4 заводов[103].
- Компании Hino, Toyota, Honda и Mitsubishi Motors остановили производство на всех своих заводах в Японии[104]. А уже 18 марта Toyota Motor Corporation просит прекратить работы в сверхурочное время и по выходным в 51 производственной дочерней компании, расположенной в 26 странах и регионах, по причине трудностей в обеспечении этих заводов комплектующими, возникших вследствие землетрясения. Остановив выпуск продукции, автопроизводитель по-видимому преследует цель предотвратить полное прекращение деятельности, связанном с крахом системы поставок комплектующих[105]
- Sony закрыла завод по производству промышленной изоляционной ленты в городе Канума префектуры Тотиги[106], а также заводы по выпуску CD- и DVD-дисков, полупроводниковых лазеров, оптических устройств, магнитных плёнок, оборудования наружного монтажа[107].
- Sharp остановил производство на заводе по выпуску светодиодных экранов[108].
- Завод компании Primearth EV Energy Co[англ.], принадлежащий Panasonic и расположенный в городе Сендай, был разрушен[108].
- Mitsubishi Electric закрыла завод по выпуску телекоммуникационных спутников в городе Камакура префектуры Канагава[106].
- Завод по выпуску этилена компании Mitsubishi Chemical Corporation[англ.], расположенный в префектуре Ибараки, вынужден прекратить работу по причине деформирования трубопровода и разрушения причалов, используемых при отгрузке изделий. Этиленовый завод Maruzen Petrochemical Co[яп.], расположенный в префектуре Тиба остановил производство[109].
- Приостановлен экспорт японских автомобилей и запчастей из-за закрытия основных морских портов в стране[64].
- Банк Японии создал комитет по ликвидации последствий стихийных бедствий под руководством главы банка Масааки Сиракавы. Банк объявил, что сделает всё возможное, чтобы поддержать ликвидность на рынках[110].

#### Финансовый сектор
Япония, обладающая третьей в мире экономикой (после США и Китая), понесла большие потери за этот день. Были отключены АЭС, нефтеперерабатывающие заводы и многие другие промышленные предприятия. Японская иена стала укрепляться в своей долларовой цене. Один из важнейших фондовых индексов Японии Nikkei 225 Токийской фондовой биржи мгновенно подешевел примерно на 5 %.
- Общие выплаты страховых компаний, связанных с землетрясением и последовавшим за ним цунами, по предварительным оценкам, составят не менее 34 млрд долларов (2,8 трлн иен)[112]. При этом в связи с аварией на АЭС в Фукусиме страховщик АЭС — Deutsche Kernreaktor-Versicherungsgemeinschaft — не будет выплачивать страховое возмещение, поскольку АЭС не была застрахована от ущерба, причинённого в результате землетрясения и цунами[113][значимость факта?].
- Банк Японии выделил 55 млрд йен 13 банкам, расположенным на территориях, пострадавших от землетрясения[114].
- Банк Японии влил 18 трлн йен (около 220 млрд долларов) из чрезвычайных фондов в рынки краткосрочных кредитов на волне страхов, что разрушительное землетрясение может стать причиной возникновения серьёзных проблем у коммерческих банков и других финансовых институтов[115].

## Действия японского правительства
Правительство объявило о готовности принять иностранную помощь. Власти Японии обратились к России с просьбой увеличить поставки энергетического сырья — угля и сжиженного газа. Японии потребовались увеличенные объёмы топлива в связи с критической ситуацией с энергоснабжением в стране, возникшей из-за землетрясения, цунами и аварии на АЭС «Фукусима-1».
Правительство страны намеревалось удвоить силы, брошенные на спасательную операцию, до 100 тыс. человек. Наото Кан одобрил проектную мощность запланированных отключений электричества, начинающихся с 14 марта, в целях предотвращения массового нарушения энергоснабжения после землетрясения. Наото Кан поблагодарил южнокорейского президента (Южная Корея первой отправила в Японию поисково-спасательную команду) и австралийского премьер-министра за поддержку. В мае парламент Японии выделил $50 млрд на борьбу с последствиями землетрясения, в июне Кабинет министров Японии одобрил выделение дополнительных $25 млрд на те же цели.

## Поддержка из-за пределов Японии

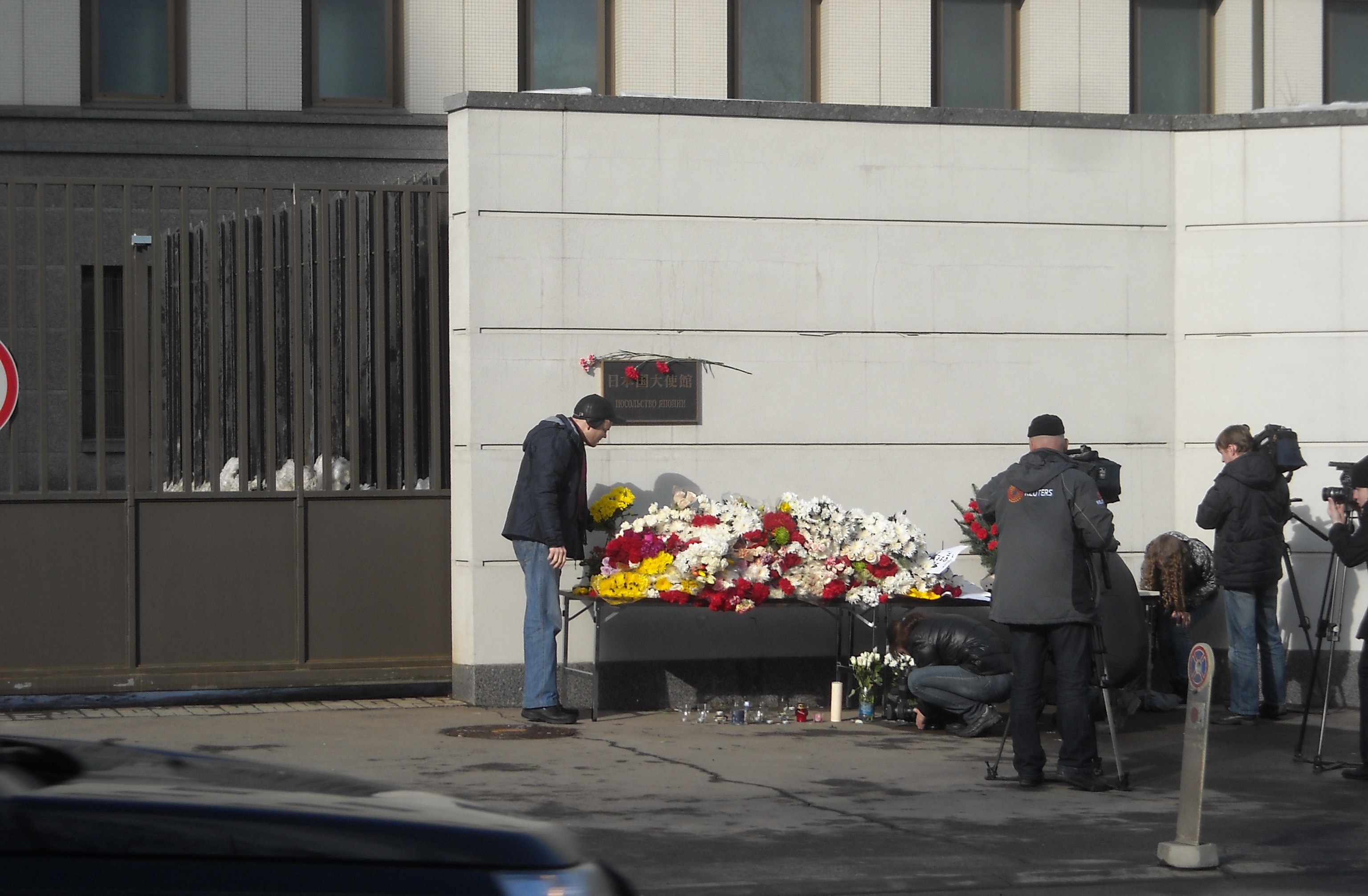
Люди несут цветы к посольству Японии в Москве.

Согласно МИД Японии, 15 марта число стран и регионов, предложивших стране поддержку, достигло 102-х, а число международных организаций — 14. Наиболее многочисленные бригады спасателей прислали Россия, Австралия, США, Новая Зеландия, Великобритания, Южная Корея и Китай. В операциях по оказанию помощи жителям Японии принимают участие и американские военные. В частности, военное командование США разрешило разместить вертолёты спасателей, совершающие облёты пострадавших от стихии районов, на авианосце «Рональд Рейган».

### Международная помощь

#### Помощь от России
13 марта в 18:40 мск c подмосковного аэродрома «Раменское» вылетел самолёт Ил-76 с 50 спасателями и техникой на борту. Это были специалисты одного из лучших подразделений министерства отряда «Центроспас» и оперативная группа.
14 марта глава МЧС Сергей Шойгу объявил на заседании оперативного штаба: «МЧС продолжает наращивать силы по оказанию помощи Японии и предполагает удвоить количество спасателей, которые будут работать в зоне бедствия».
По информации МЧС, в 16:00 мск с подмосковного аэродрома Раменское в Японию вылетел самолёт МЧС Ил-76, на борту которого порядка 50 специалистов Центра по проведению операций особого риска «Лидер», а также специальное аварийно-спасательное оборудование. Кроме того, совместно со специалистами МЧС этим же спецрейсом вылетели двое экспертов корпорации «Росатом». Эти два специалиста вылетели в Японию для оказания содействия японским коллегам и для обеспечения поступления в «Росатом» непрерывной информации о ситуации на аварийных блоках на японской АЭС «Фукусима-1». Самолёт совершит промежуточную посадку в Красноярске, где заберет 25 спасателей Сибирского регионального центра МЧС. Группа сибирских спасателей оснащена оборудованием и снаряжением для разбора техногенных завалов, а также для химической и радиационной разведки. Они готовы к автономной работе в течение двух недель.
Управление информации МЧС зачвило: «Таким образом общая группировка спасателей МЧС России в Японии составит порядка 180 человек».
16 марта в 00:00 мск в Японию вылетел Ил-76 с грузом гуманитарной помощи. На его борту было 8600 одеял общим весом более 17 тонн. В 06:15 мск из аэропорта Хабаровска в Японию вылетел самолёт Ан-74, который доставил в Токио 25 спасателей Дальневосточного регионального поисково-спасательного отряда.
Группировка российских спасателей в Японии была из 161 человека. Это одна из самых больших иностранных группировок спасателей, оказывающих помощь этой стране, на начало 2012 года.
Руководство олимпийского комплекса «Лужники» сделало пожертвование в пользу Японии в размере 1 000 000 рублей.
С благотворительными концертами в поддержку японского народа в Москве выступили певица Эля Чавес и рок-группа «Машина времени».
Русская православная церковь 15 марта объявила сбор пожертвований. Общая сумма на октябрь 2011 года составила 1,39 млн долларов и 16,7 тысяч евро. Общая сумма собранных Церковью средств — более 39 млн рублей.

#### Помощь от других государств
- ООН сообщила, что 30 международных поисково-спасательных команд находятся наготове с тем, чтобы помочь Японии в беде[136].
- Россия направила более 160 спасателей и около 17 тонн гуманитарного груза.[137]
- США. Сразу после землетрясения Президент США Барак Обама сообщил, что США разместили авианосец в районе землетрясения, а также собирались направить ещё один. Авианосцы ВМС США снабжали электричеством и очищали воду[138]. США также направили аварийные дизель-генераторы и команду специалистов для охлаждающей системы АЭС «Фукусима»[62]. 13 марта на авианосце «Рональд Рейган» прибыли первые крупные поставки различного оборудования, а также спасательные и поисковые отряды[139]. В тот же день два вертолёта, прибывшие на атомном авианосце, вместе с одним вертолётом ВС Японии начали транспортировку около 30000 порций продовольственных ресурсов[140]. Ближе к вечеру 14 марта американский вертолёт зафиксировал низкий уровень радиоактивности над Сендаем — авианосец сразу же приостановил спасательную операцию из-за угрозы облучения[141]. В спасательных операциях принимали участие многочисленные группы военных и спецотряды спасателей из Калифорнии и Вирджинии, а также морские пехотинцы из различных регионов Азии[142].
- Республика Корея направила в Японию команду из 40 человек[143], позднее расширив контингент до 102[144], а также оказала материальную поддержку[источник?].
- Сингапур отправил команду из 5 поисковых специалистов и 5 поисковых собак[145], а также пожертвовал примерно 391 000 долларов в фонд помощи пострадавшим[146].
- Малайзия направила в Японию 15 врачей и 6 поисковых собак[147].
- Великобритания отправила 70 спасателей[148].
- Германия предоставила помощь, отправив группу спасателей-волонтёров и специалистов в разных областях[149].
- Азербайджан выделил Японии финансовую помощь в размере 1 млн долларов[150].
- Израиль отправил два самолёта с гуманитарными грузами (тёплая одежда, одеяла, плащи и перчатки) общим весом в 80 тонн. Также Израиль направил в Японию группу военных медиков, которые развернули военно-полевые госпитали, для которых также было подготовлено 60 тонн оборудования. Кроме оборудования и гуманитарных грузов команда привезла топливо, газ, генераторы, кислородные баллоны, продукты, питьевую воду и раскладушки[151].
- Армения выделила 500000 долларов. Это решение было принято на заседании правительства 7 апреля[152].
- Китай выделил 167000 долларов и направил команду спасателей из 15 человек для поиска выживших. Команда также привезла 4 тонны материалов и оборудования для поисково-спасательной операции, источники энергии и связи[153]. 13 марта было выделено дополнительные 4,57 млн долларов для проведения спасательных работ.
- Китайская Республика выделила Японии 3,3 млн долларов для устранения последствий землетрясений[154]. Позже направила в Японию группу из 63 спасателей.
- Норвегия: мужская сборная по биатлону, выигравшая золотые медали на чемпионате мира в эстафетной гонке 4×7,5 км, пожертвовала весь денежный приз в размере 10000 евро в фонд помощи пострадавшим в землетрясении[155].
- Австралия и  Новая Зеландия также принимали участия в помощи. Австралия отправила 2 корабля, загруженные вертолётами, тоннами спасательного оборудования и десятками спасателей, а Новая Зеландия — 15 тонн спасательного оборудования и команду спасателей[156].
- Вьетнам пожертвовал в фонд помощи пострадавшим в землетрясении 200 тысяч долларов США[157].
- Монголия выделила Японии 1 млн долларов и послала спасательный отряд[158].
- Индонезия выделила 2 млн долларов Японии на спасательные работы[159].
- 27 марта 2011 года  Пакистан отправил 24 тонны груза гуманитарной помощи в Японию. Печенье, молоко и бутылки с питьевой водой были переданы японским властям в наиболее пострадавших районах Мияги и Иватэ. Также в Токио приземлились два пакистанских Lockheed C-130 Hercules с гуманитарной помощью на борту. Пакистан был одной из первых стран, которые оказали помощь народу Японии[160].
- Казахстан выделил Японии финансовую помощь в размере 1 миллиона долларов и направил в Токио 33000 банок тушёнки. Оказанная помощь — выбор японской стороны; Астана предлагала ряд других[161]. Помимо этого, по всей стране были организованы благотворительные концерты и выставки, вырученные средства от которых также направили пострадавшим от стихии[источник?].
- Кыргызстан: вечером 11 марта президент Роза Отунбаева выразила слова соболезнования. 18 марта специальным рейсом в Японию была доставлена гуманитарная помощь в виде трёх тонн минеральной воды. Кыргызстан стал страной, предложившей помощь сразу после землетрясения. Многие организации и граждане внесли пожертвования, был даже организован благотворительный концерт для сбора средств пострадавшим[162].
- 1,3 млн долларов в виде пожертвований от обладателей консоли PlayStation 3 в более чем 40 странах было собрано через сеть PSN[163].
- 430,5 тысяч долларов в виде пожертвований от фанатов игры Team Fortress 2 было собрано через Steam. Все деньги были переданы организации Красный Крест для помощи пострадавшим во время землетрясений и цунами в Японии.

## Вызванные природным катаклизмом события за пределами Японии

### Реакция финансовых рынков
Азиатские рынки:
- Значение фондового индекса Nikkei 225 Токийской фондовой биржи на момент фиксинга (15:00 по местному времени) снизилось на 1,72 %[164]
- Однако уже после закрытия торгов на Токийской бирже фьючерсы на индекс Nikkei 225 показывали падение более чем на 5 %. Во многом несильное падение индекса объяснялось тем, что во время проведения торгов ещё не было известно о разрушительных масштабах произошедшего природного катаклизма. По итогам прошедшей торговой недели после разрушительного землетрясения и цунами индекс фондовой биржи упал на 9 %[165].

- TOPIX в первый день торгов после разрушительного землетрясения и цунами снизился на 5,5 %[166].
- Индекс Гонконгской фондовой биржи во второй день торгов после разрушительного землетрясения и цунами упал почти на 3 % ввиду растущей озабоченности в связи с утечкой радиации на АЭС в Фукусима[167].
- Sensex Бомбейской фондовой биржи подешевел на 0,84 %

Европейские: индекс 50 крупнейших предприятий еврозоны подешевел к середине торгового дня на 0,71 %.
- Stoxx Europe 600 подешевел за 1 день на 0,5 %[168].
- Немецкий DAX подешевел на 1,2 % за несколько минут[168].
- FTSE 100 Лондонской фондовой биржи подешевел на 0,33 %.
- Котировки акций крупнейших мировых страховых компаний — Swiss Reinsurance Co. и Munich Re — упали более чем на 3,5 %[168].

### Сейсмические последствия
Следствием землетрясения в Японии стали подземные толчки в восточной Мьянме, в штате Шан 24 марта 2011. Землетрясение магнитудой 6,8 в государстве Мьянма унесло жизни более 60 человек. Число раненых уже превысило 100 человек. Лёгкие толчки также были зафиксированы в других штатах страны. Также известно, что разрушению подверглись более 300 зданий, оказавшихся в эпицентре, рисовые поля, храмы и дороги.